# Wereldkampioenschap ijshockey vrouwen 1994
Het wereldkampioenschap ijshockey vrouwen 1994 was het 3e wereldkampioenschap ijshockey voor vrouwen en werd gespeeld van 11 tot 17 april 1994 in de Verenigde Staten. De speellocatie was in Lake Placid. 
Het deelnemersveld bestond uit acht landenploegen. De toplanden Canada en de Verenigde Staten waren automatisch geplaatst. Vanuit het Europees kampioenschap 1993 plaatsten zich Finland, Zweden, Noorwegen, Duitsland en Zwitserland. China plaatste zich namens Azië door Japan op 11 en 12 maart 1994 in de Obihiro-no-Mori arena in Obihiro te verslaan met 6-2 en 7-1. Wereldkampioen werd Canada met een 6-3 overwinning in de finale op de Verenigde Staten. Er was geen degradant mede omdat er nog geen B-wereldkampioenschap was. Het deelnemersveld voor het volgende wereldkampioenschap in 1997 werd gevuld op basis van invitatie (van de twee toplanden) en plaatsing (vijf ploegen uit Europa en een uit Azië). 

## Wedstrijdformule
De acht aan het toernooi deelnemende landen werden verdeeld in twee groepen van vier die een rond toernooi speelden. De nummers 1 speelden in de halve finale tegen de nummer 2 van de andere groep. De winnaars daarvan speelden de finale en de verliezers de wedstrijd om de 3e  plaats. De nummers 3 van de groepen speelden tegen de nummers 4 van de andere groep kruiswedstrijden. De winnaars daarvan speelden om de 5e plaats en de verliezers om de 7e plaats.

## Groep A

### Tabel
|    | Nationale ploeg | Gesp. | Winst | Gelijk | Verlies | Doelp. voor | Doelp. tegen | Doelp. verschil | Punten |
| -- | --------------- | ----- | ----- | ------ | ------- | ----------- | ------------ | --------------- | ------ |
| 1. | Canada          | 3     | 3     | 0      | 0       | 27          | 3            | +24             | 6      |
| 2. | China           | 3     | 1     | 1      | 1       | 13          | 12           | +1              | 3      |
| 3. | Zweden          | 3     | 1     | 1      | 1       | 9           | 13           | -4              | 3      |
| 4. | Noorwegen       | 3     | 0     | 0      | 3       | 2           | 23           | -21             | 0      |

### Wedstrijden
11 april
- Zweden -  Noorwegen 3 – 1
- Canada -  China 7 – 1

12 april
- Zweden -  China 4 – 4
- Noorwegen -  Canada 0 – 12

14 april
- Canada -  Zweden 8 – 2
- China -  Noorwegen 8 – 1

## Groep B

### Tabel
|    | Nationale ploeg  | Gesp. | Winst | Gelijk | Verlies | Doelp. voor | Doelp. tegen | Doelp. verschil | Punten |
| -- | ---------------- | ----- | ----- | ------ | ------- | ----------- | ------------ | --------------- | ------ |
| 1. | Verenigde Staten | 3     | 3     | 0      | 0       | 24          | 1            | +23             | 6      |
| 2. | Finland          | 3     | 2     | 0      | 1       | 31          | 3            | +28             | 4      |
| 3. | Zwitserland      | 3     | 1     | 0      | 2       | 2           | 20           | -18             | 2      |
| 4. | Duitsland        | 3     | 0     | 0      | 3       | 2           | 35           | -33             | 0      |

### Wedstrijden
11 april
- Finland -  Duitsland 17 – 1
- Verenigde Staten -  Zwitserland 6 – 0

12 april
- Finland -  Zwitserland 13 – 0
- Duitsland -  Verenigde Staten 0 – 16

14 april
- Duitsland -  Zwitserland 1 – 2
- Verenigde Staten -  Finland 2 – 1

## Competitie om de 5et/m 8eplaats

### Kruiswedstrijden
16 april
- Zweden -  Duitsland 7 – 1
- Noorwegen -  Zwitserland 7 – 4

### Wedstrijd om de 7eplaats
17 april
- Zwitserland -  Duitsland 4 – 3

### Wedstrijd om de 5eplaats
17 april
- Zweden -  Noorwegen 6 – 3

## Competitie om de 1et/m 4eplaats

### Halve finale
15 april
- Canada -  Finland 4 – 1
- Verenigde Staten -  China 14 – 3

### Wedstrijd om de 3eplaats
17 april
- Finland -  China 8 – 1

### Finale
17 april
- Canada -  Verenigde Staten 6 – 3

## Eindstand
| Plaats | Landenploeg      |
| ------ | ---------------- |
| Goud   | Canada           |
| Zilver | Verenigde Staten |
| Brons  | Finland          |
| 4.     | China            |
| 5.     | Zweden           |
| 6.     | Noorwegen        |
| 7.     | Zwitserland      |
| 8.     | Duitsland        |